# 1. Bundesliga 1986-87
La 1. Bundesliga 1986-87 fue la 24.ª edición de la Fußball-Bundesliga, la mayor competición futbolística de Alemania Federal. La jugaron 18 equipos entre el 8 de agosto de 1986 y el 17 de junio de 1987.
Bayern Múnich alcanzó el tricampeonato a falta de dos jornadas para el final del certamen, al igualar 2-2 ante Bayer 05 Uerdingen en condición de local. De esta forma, el cuadro bávaro se quedó con su décimo título en la máxima categoría alemana, siendo su novena estrella desde la fundación de la Bundesliga.

## Equipos
| Pos | Descendidos de 1. Bundesliga |
| --- | ---------------------------- |
| 17º | Saarbrücken                  |
| 18º | Hannover 96                  |

| Pos | Ascendidos de 2. Bundesliga |
| --- | --------------------------- |
| 1º  | Homburgo                    |
| 2º  | Blau-Weiß 1890              |

| Equipo                   | Ciudad            | Estadio                  | Aforo  |
| ------------------------ | ----------------- | ------------------------ | ------ |
| Bayer Leverkusen         | Leverkusen        | Estadio Ulrich Haberland | 20 000 |
| Bayer 05 Uerdingen       | Krefeld           | Estadio Grotenburg       | 35 700 |
| Bayern de Múnich         | Múnich            | Estadio Olímpico         | 80 000 |
| Blau-Weiß 1890           | Berlín Occidental | Olympiastadion           | 76 000 |
| Bochum                   | Bochum            | Ruhrstadion              | 40 000 |
| Borussia Dortmund        | Dortmund          | Westfalenstadion         | 54 000 |
| Borussia Mönchengladbach | Mönchengladbach   | Bökelbergstadion         | 34 500 |
| Colonia                  | Colonia           | Estadio Müngersdorfer    | 61 000 |
| Eintracht Fráncfort      | Fráncfort         | Waldstadion              | 62 000 |
| Fortuna Düsseldorf       | Düsseldorf        | Rheinstadion             | 59 600 |
| Hamburgo                 | Hamburgo          | Volksparkstadion         | 62 000 |
| Homburgo                 | Homburgo          | Waldstadion Homburg      | 24 000 |
| Kaiserslautern           | Kaiserslautern    | Estadio Fritz Walter     | 42 000 |
| Núremberg                | Núremberg         | Estadio Municipal        | 64 238 |
| Schalke 04               | Gelsenkirchen     | Parkstadion              | 70 000 |
| Stuttgart                | Stuttgart         | Neckarstadion            | 72 000 |
| Waldhof Mannheim         | Mannheim          | Estadio del Suroeste     | 75 000 |
| Werder Bremen            | Bremen            | Weserstadion             | 32 000 |

### Equipos porEstados federados
| Región                      | N.º | Equipos |
| --------------------------- | --- | --- |
| Renania del Norte-Westfalia | 8   | Bayer Leverkusen, Bayer 05 Uerdingen, Bochum, Borussia Dortmund, Borussia Mönchengladbach, Colonia, Fortuna Düsseldorf y Schalke 04 |
| Baden-Wurtemberg            | 2   | Stuttgart y Waldhof Mannheim |
| Baviera                     | 2   | Bayern de Múnich y Núremberg |
| Hamburgo                    | 1   | Hamburgo |
| Berlín Occidental           | 1   | Blau-Weiß 1890 |
| Bremen                      | 1   | Werder Bremen |
| Hesse                       | 1   | Eintracht Fráncfort |
| Renania-Palatinado          | 1   | Kaiserslautern |
| Sarre                       | 1   | Homburgo |

## Sistema de competición
Los dieciocho equipos se enfrentaron entre sí bajo el sistema de todos contra todos a doble rueda, completando un total de 34 fechas. Las clasificación se estableció a partir de los puntos obtenidos en cada encuentro, otorgando dos por partido ganado, uno por empatado y ninguno en caso de derrota. En caso de igualdad de puntos entre dos o más equipos, se aplicaron, en el mencionado orden, los siguientes criterios de desempate:
1. Mejor diferencia de goles en todo el campeonato;
2. Mayor cantidad de goles a favor en todo el campeonato;
3. Mayor cantidad de puntos en los partidos entre los equipos implicados;
4. Mejor diferencia de goles en los partidos entre los equipos implicados;
5. Mayor cantidad de goles a favor en los partidos entre los equipos implicados.

Al finalizar el campeonato, el equipo ubicado en el primer lugar de la clasificación se consagró campeón y clasificó a los dieciseisavos de final de la Copa de Campeones de Europa 1987-88. Asimismo, los equipos que finalizaron el certamen en segundo, tercer, cuarto y quinto lugar clasificaron a los treintaidosavos de final de la Copa de la UEFA 1987-88, siempre y cuando ninguno de ellos hubiera obtenido un cupo a la Recopa de Europa 1987-88 como campeón de la Copa de Alemania 1986-87, en cuyo caso le trasladaría su plaza al equipo ubicado en la posición inmediatamente inferior.
Por otro lado, los equipos que ocuparon los últimos dos puestos de la clasificación —decimoséptima y decimoctava— descendieron de manera directa a la 2. Bundesliga, mientras que el decimosexto disputó la serie de play-offs de ascenso y descenso ante un equipo de dicha categoría.

## Clasificación
| Pos. | Equipo                   | Pts. | PJ | G  | E  | P  | GF | GC | Dif. | Clasificación 1987-88                          |
| ---- | ------------------------ | ---- | -- | -- | -- | -- | -- | -- | ---- | ---------------------------------------------- |
| 1    | Bayern Múnich (C)        | 53   | 34 | 20 | 13 | 1  | 67 | 31 | +36  | Dieciseisavos de final de la Copa de Campeones |
| 2    | Hamburgo                 | 47   | 34 | 19 | 9  | 6  | 69 | 37 | +32  | Dieciseisavos de final de la Recopa de Europa  |
| 3    | Borussia Mönchengladbach | 43   | 34 | 18 | 7  | 9  | 74 | 44 | +30  | Treintaidosavos de final de la Copa de la UEFA |
| 4    | Borussia Dortmund        | 40   | 34 | 15 | 10 | 9  | 70 | 50 | +20  | Treintaidosavos de final de la Copa de la UEFA |
| 5    | Werder Bremen            | 40   | 34 | 17 | 6  | 11 | 65 | 54 | +11  | Treintaidosavos de final de la Copa de la UEFA |
| 6    | Bayer Leverkusen         | 39   | 34 | 16 | 7  | 11 | 56 | 38 | +18  | Treintaidosavos de final de la Copa de la UEFA |
| 7    | Kaiserslautern           | 37   | 34 | 15 | 7  | 12 | 64 | 51 | +13  |                                                |
| 8    | Bayer 05 Uerdingen       | 35   | 34 | 12 | 11 | 11 | 51 | 49 | +2   |                                                |
| 9    | Núremberg                | 35   | 34 | 12 | 11 | 11 | 62 | 62 | 0    |                                                |
| 10   | Colonia                  | 35   | 34 | 13 | 9  | 12 | 50 | 53 | −3   |                                                |
| 11   | Bochum                   | 32   | 34 | 9  | 14 | 11 | 52 | 44 | +8   |                                                |
| 12   | Stuttgart                | 32   | 34 | 13 | 6  | 15 | 55 | 49 | +6   |                                                |
| 13   | Schalke 04               | 32   | 34 | 12 | 8  | 14 | 50 | 58 | −8   |                                                |
| 14   | Waldhof Mannheim         | 28   | 34 | 10 | 8  | 16 | 52 | 71 | −19  |                                                |
| 15   | Eintracht Fráncfort      | 25   | 34 | 8  | 9  | 17 | 42 | 53 | −11  |                                                |
| 16   | Homburgo                 | 21   | 34 | 6  | 9  | 19 | 33 | 79 | −46  | Promoción por la permanencia                   |
| 17   | Fortuna Düsseldorf       | 20   | 34 | 7  | 6  | 21 | 42 | 91 | −49  | Descenso de categoría                          |
| 18   | Blau-Weiß 1890           | 18   | 34 | 3  | 12 | 19 | 36 | 76 | −40  | Descenso de categoría                          |

Actualizado a los partidos jugados el 17 de junio de 1987.
 Fuente: DFB
1. ↑  Copa de Alemania (CC): Hamburgo clasificó a los dieciseisavos de final de la Recopa de Europa como campeón de la Copa de Alemania 1986-87.

| Bundesliga                       |
|                                  |
| Campeón Bayern Múnich 10º título |

## Resultados
| Local \ Visitante        | BAL | BAY | BLA | BOC | BOD | BOM | COL | EFR | FOR | HAM | HOM | KAI | NUR | SCH | STU | UER | WAL | WER |
| ------------------------ | --- | --- | --- | --- | --- | --- | --- | --- | --- | --- | --- | --- | --- | --- | --- | --- | --- | --- |
| Bayer Leverkusen         | —   | 0–0 | 2–2 | 2–1 | 3–2 | 0–2 | 0–1 | 2–0 | 5–0 | 0–1 | 4–2 | 1–0 | 2–0 | 4–2 | 4–1 | 1–4 | 0–0 | 4–1 |
| Bayern Múnich            | 0–3 | —   | 2–0 | 3–2 | 2–2 | 3–1 | 3–0 | 2–1 | 2–0 | 3–1 | 3–0 | 3–0 | 4–0 | 1–0 | 1–0 | 2–2 | 3–0 | 3–2 |
| Blau-Weiß 1890           | 0–1 | 1–1 | —   | 0–0 | 1–1 | 3–2 | 1–1 | 2–2 | 1–2 | 1–3 | 2–2 | 1–4 | 1–4 | 0–0 | 0–2 | 1–1 | 4–1 | 1–4 |
| Bochum                   | 2–1 | 1–2 | 5–1 | —   | 0–0 | 1–1 | 3–1 | 2–0 | 2–2 | 1–1 | 0–0 | 3–1 | 0–1 | 1–1 | 0–1 | 2–1 | 6–1 | 1–1 |
| Borussia Dortmund        | 0–0 | 2–2 | 7–0 | 3–2 | —   | 0–2 | 1–1 | 1–0 | 4–1 | 4–3 | 3–0 | 2–0 | 2–2 | 1–0 | 1–2 | 1–1 | 6–0 | 2–1 |
| Borussia Mönchengladbach | 2–1 | 0–1 | 2–1 | 2–1 | 2–2 | —   | 3–1 | 1–1 | 4–1 | 0–3 | 5–0 | 0–1 | 4–0 | 3–1 | 4–0 | 2–0 | 7–2 | 1–2 |
| Colonia                  | 1–4 | 1–1 | 1–1 | 1–0 | 2–0 | 2–4 | —   | 0–0 | 1–0 | 1–1 | 3–0 | 2–2 | 3–1 | 3–2 | 0–0 | 1–2 | 2–1 | 3–0 |
| Eintracht Frankfurt      | 1–0 | 0–0 | 1–3 | 1–1 | 0–4 | 4–0 | 1–2 | —   | 5–0 | 1–3 | 4–0 | 2–2 | 1–0 | 0–1 | 3–1 | 1–0 | 2–1 | 2–2 |
| Fortuna Düsseldorf       | 2–3 | 0–3 | 3–1 | 0–4 | 0–4 | 1–1 | 0–4 | 3–3 | —   | 3–2 | 1–0 | 1–3 | 1–1 | 3–4 | 1–0 | 1–1 | 2–0 | 2–1 |
| Hamburgo                 | 2–1 | 1–2 | 2–1 | 1–1 | 4–2 | 3–1 | 1–0 | 2–0 | 4–1 | —   | 3–1 | 2–0 | 1–1 | 4–0 | 2–0 | 2–1 | 1–0 | 3–0 |
| Homburgo                 | 1–2 | 2–2 | 2–1 | 3–1 | 2–2 | 0–2 | 1–3 | 1–1 | 3–1 | 1–1 | —   | 1–1 | 2–0 | 1–1 | 2–1 | 0–2 | 2–1 | 0–1 |
| Kaiserslautern           | 1–1 | 1–1 | 2–0 | 4–1 | 2–3 | 1–1 | 5–1 | 2–1 | 3–1 | 0–4 | 5–0 | —   | 2–1 | 5–1 | 3–0 | 1–0 | 3–2 | 1–3 |
| Núremberg                | 1–1 | 1–2 | 7–2 | 3–3 | 1–2 | 2–0 | 1–1 | 1–0 | 4–3 | 3–3 | 2–2 | 2–1 | —   | 2–1 | 2–1 | 1–1 | 1–1 | 5–1 |
| Schalke 04               | 1–2 | 2–2 | 3–0 | 0–0 | 2–1 | 1–2 | 2–4 | 3–1 | 4–2 | 1–1 | 4–0 | 3–2 | 2–4 | —   | 2–1 | 2–1 | 3–1 | 1–0 |
| Stuttgart                | 1–0 | 1–3 | 1–1 | 2–4 | 3–0 | 2–4 | 5–1 | 4–1 | 3–0 | 1–1 | 4–0 | 1–1 | 1–1 | 4–0 | —   | 2–0 | 2–1 | 4–0 |
| Bayer 05 Uerdingen       | 1–1 | 0–0 | 2–1 | 3–1 | 2–4 | 1–1 | 3–1 | 1–0 | 4–1 | 1–0 | 2–1 | 1–2 | 3–4 | 0–0 | 2–2 | —   | 3–2 | 1–1 |
| Waldhof Mannheim         | 2–1 | 3–3 | 1–1 | 0–0 | 2–1 | 1–1 | 2–0 | 2–1 | 1–1 | 2–2 | 5–1 | 4–3 | 3–0 | 2–0 | 3–2 | 2–3 | —   | 1–0 |
| Werder Bremen            | 1–0 | 1–1 | 2–0 | 0–0 | 5–0 | 1–7 | 2–1 | 4–1 | 5–2 | 2–1 | 6–0 | 1–0 | 5–3 | 0–0 | 1–0 | 5–1 | 4–2 | —   |

## Play-off de ascenso y descenso
| 21 de junio de 1987 | Homburgo                     | 3:1 (3:1) | St. Pauli | Waldstadion, Homburgo                                      |                                                            |
|                     | Brendel 8' 37' · Schäfer 21' | Reporte   | Klaus 3'  | Asistencia: 10 000 espectadores Árbitro(s): Manfred Neuner | Asistencia: 10 000 espectadores Árbitro(s): Manfred Neuner |

| 24 de junio de 1987 | St. Pauli               | 2:1 (0:0) | Homburgo            | Estadio Wilhelm Koch, Hamburgo                           |                                                          |
|                     | Gronau 71' · Studer 88' | Reporte   | Wójcicki 86' (pen.) | Asistencia: 18 500 espectadores Árbitro(s): Dieter Pauly | Asistencia: 18 500 espectadores Árbitro(s): Dieter Pauly |

Homburgo se aseguró la permanencia en la 1. Bundesliga al ganar por un marcador global de 4-3.

## Estadísticas

### Goleadores
| Jugador          | Equipo                   | Goles |
| ---------------- | ------------------------ | ----- |
| Uwe Rahn         | Borussia Mönchengladbach | 24    |
| Fritz Walter     | Waldhof Mannheim         | 23    |
| Rudi Völler      | Werder Bremen            | 22    |
| Norbert Dickel   | Borussia Dortmund        | 20    |
| Frank Hartmann   | Kaiserslautern           | 17    |
| Frank Mill       | Borussia Dortmund        | 17    |
| Jürgen Klinsmann | Stuttgart                | 16    |
| Harald Kohr      | Kaiserslautern           | 16    |
| Herbert Waas     | Bayer Leverkusen         | 15    |